# ハルリンゲン
ハルリンゲン（オランダ語: Harlingen [ˈɦɑrlɪŋə(n)] ( 音声ファイル))、西フリージア語：Harns [hã:s] ( 音声ファイル)）は、オランダ北部のフリースラント州に属す都市、基礎自治体（ヘメーンテ）。ハルリンゲン、ミドルム（Midlum）、ウェイナルドゥム（Wijnaldum）の3地区からなる。

## 概要
ハルリンゲンは、ワッデン海に面しており、漁業と海洋貿易で長い歴史を有する。1234年に都市権を取得したが、その貿易の歴史と州都レーワルデンからの圧政から、住民はフリージア文化に多かれ少なかれ抵抗感を覚え、フリージア人というより「ハルリンゲン人」としての意識のほうが根強い。
ハルリンゲン出身の著名な作家、シモン・フェストデイク（フェズデイク）は「ラーリンゲン」という名でこの街を描写した。
アメリカのテキサス州にある人口およそ6万人の街、ハーリンジェンは開拓者の多くが当地出身だったことにちなんで名づけられた。
フリースラント海軍は元々、1597年にドックムで組織されたが1645年にハルリンゲンに移った。

## 交通
アリーヴァによってレーワルデンから鉄道路線が延びており、ハルリンゲン・ハーフェン駅とハルリンゲン駅の二駅が設けられている。北フリースラント鉄道も1904年から1935年まで旅客輸送を、1938年1月まで貨物輸送をそれぞれ行っていた。フェリーにおいては西フリジア諸島のフリーラントやテルスヘリングとの間に定期便がある。